# Chakir El Homrani
Chakir El Homrani Lesfar (Barcelona, 1979) es un sociólogo, político y sindicalista español de ascendencia marroquí. Es diputado en el Parlamento de Cataluña y desde 2015 concejal del Ayuntamiento de Granollers. De 2018 a 2021 fue Consejero de Trabajo, Asuntos Sociales y Familias de la Generalidad de Cataluña. Actualmente es Diputado por Barcelona en el Congreso de los Diputados.

## Biografía
Hijo de inmigrantes marroquíes nació en 1979 en Barcelona y pasó su infancia y juventud en el barrio del Baixador de Vallvidrera. Estudió Sociología en la Universidad Autónoma de Barcelona.  
Posteriormente se trasladó a Granollers siendo vecino del barrio de Can Bassa de Granollers. Allí empezó a militar en 2004 en ERC. A los 23 años fue nombrado secretario de Organización de Avalot, la rama juvenil del sindicato UGT en Cataluña. En 2007, fue elegido portavoz nacional de la organización, relevando a Òscar Riu, cargo que asumió durante cuatro años, hasta 2011.
Ha participado en diversos programas de formación y liderazgo, el programa ORDIT de liderazgo y transformación social organizado por el Instituto de Gobierno y Políticas Públicas de la UAB y la Fundación Jaume Bofill y el programa Vicens Vives de liderazgo y compromiso cívico de ESADE.
De 2011 a 2015 trabajó como en formación profesional en la empresa  Aqua Development Network y ha participado en el diseño de formación profesional vinculados al sector del agua y medio ambiente.  
Obtuvo la Beca Maria Gaja de Granollers y el  Premio a proyectos innovadores en educación de Tarrasa para la cocreación del juego de rol «Anem per feina». También colaboró como formador con el Instituto de Ciencias de la Educación de la Universidad de Barcelona y con un grupo de trabajo en el marco del proyecto Social Polis: Social Platform on Cities and Social Cohesion.

## Trayectoria política
En las elecciones municipales de 2015, fue elegido concejal del Ayuntamiento de Granollers por la lista ERC - Acción Granollers por Granollers, formación que obtuvo tres escaños. A propuesta de ERC, fue elegido miembro de la lista Junts pel Sí en las Elecciones al Parlamento de Cataluña de 2015 como quinto candidato del partido republicano ocupando el puesto número 15 de la lista en la provincia de Barcelona.
Fue elegido diputado en el Parlamento de Cataluña en la XI Legislatura por la lista Junts pel Sí. Ocupaba la posición 15 de la circunscripción de Barcelona. Durante dicha legislatura colaboró activamente con la exconsejera Dolors Bassa para desarrollar la ley de Renda Garantida y fue uno de los redactores del grupo parlamentario de una de las tres normas llamadas de desconexión: la ley de Protecció Social de Cataluña. 
También fue elegido diputado en el Parlamento de Cataluña en la XII Legislatura por Esquerra Republicana de Cataluña. Ocupaba la posición 21 en la lista por la Circunscripción de Barcelona.
En las elecciones del 21 de diciembre de 2017 no fue elegido diputado pero se incorporó al grupo parlamentario de ERC después de que Dolors Bassa, Carme Forcadell y Marta Rovira renunciaran a sus respectivos escaños el 23 de marzo de 2018.
El 19 de mayo de 2018 fue designado Consejero del Departamento de Trabajo, Asuntos sociales y Familias de la Generalidad de Cataluña en sustitución de Dolors Bassa. Debido a eso el 14 de junio renunció junto a la también consejera Alba Vergés al acta de diputado para centrarse en su nuevo puesto en el gobierno autonómico de la Generalitat.